# Edve
Edve község Győr-Moson-Sopron vármegyében, a Kapuvári járásban.

## Fekvése
Magyarország északnyugati részén, Kapuvártól 21 kilométerre délre helyezkedik el. Egyutcás, négyszögletes kis település a vármegye délkeleti részén, a Kapuvári-sík kistájon, a Rába hullámterében. Termőföldje jó minőségű, sokoldalú mezőgazdasági hasznosításra alkalmas.

### Megközelítése
Közigazgatási területének közvetlen közelében, attól kicsivel északra húzódik a 86-os főút és az M86-os autóút is, az ország távolabbi részei felől ezeken közelíthető meg a legegyszerűbben. Központján azonban csak a 8427-es út húzódik végig, amely Páli és Vásárosfalu községeket köti össze, ezen érhető el mindkét végponti település felől.
Az autóbusz-közlekedés jónak mondható. Vasútvonal viszont nem érinti a települést, a legközelebbi vasúti csatlakozási lehetőség a Hegyeshalom–Porpác-vasútvonal Beled vasútállomása, a névadó település, Beled belterületének nyugati részén, Edvétől mintegy 5 kilométerre nyugat-északnyugati irányban.

## Története és mai élete
A település határában római kori kőkoporsót találtak, elképzelhető, hogy már ekkor lakott hely volt. 1264-ből maradt fenn első írásos említése „Edw” alakban. A középkorban az Edvi család birtoka. A 15. században az eddigi jobbágyfalu nemesítések következtében nemesi község lesz. A 18. századi tudósítások egy boszorkányperről és egy Edvi nemesek által elkövetett bűntényről szólnak. 1862-ben épül meg a falu első iskolája. 1885-1886-ban nagy tűzvész pusztítja a falut. A lakosság megélhetését hagyományosan a mezőgazdaság biztosítja, a 19. század elején már feltűnnek az iparosok, (bognár, lakatos, asztalos) akik 1827-ben céhes privilégiumot szereznek maguknak. Az első világháború 38, míg a második világháború 12 áldozatot követelt a falutól.
Az 1950-es években 4 családot nyilvánítanak kuláknak, elvették lakóházukat és két családot a falun belül helyeztek el, míg a másik kettőt internálták.
1956 októberében Széll István Pesten dolgozó lakos a helyi vendéglő udvarán ismertette a fővárosi eszméket, majd Kronekker Lajos elnökletével megalakult a helyi Nemzeti Bizottság. Erőszakos cselekményre nem került sor. A forradalom után Lukácsi Tibort és Szabó Gyulát letartóztatták és rövid időre bebörtönözték. Szabó Kázmér sorkatona a rádiónál esett el.
1949-ben megalakult a Dimitrov Termelőszövetkezet, amit 1961-ben összevontak a rábakecöli és vásárosfalui termelőszövetkezettel. Ipari jellegű beruházásra nem került sor. 1956-ban kiépült a villamos hálózat, az 1960-as években megépült a művelődési ház (1963), megnyílt a könyvtár (1964).
1983-ban elkészül a vezetékes ivóvízhálózat. 1989-ben pedig az orvosi rendelő. A község közigazgatása több változáson esett át. 1950. december 27-én Edve székhellyel megalakult az Edve, Vásárosfalu Közös Tanács, 1966. október 1-jén a Rábakecöl, Edve, Vásárosfalu Közös Tanács, Rábakecöl székhellyel. 1973-ban a Beled Nagyközségi Közös Tanácshoz csatolják. 1990-ben megalakult a falu önkormányzata, amely jelenleg Dénesfától és Vásárosfaluval együtt a beledi körjegyzőséghez tartozik.
1993-ban befejeződött a gázvezeték-hálózat kiépítése, amelyhez a háztartások nagy része csatlakozott. 1994-ben korszerű digitális telefonrendszerhez csatlakozott a falu és jelenleg a családok fele rendelkezik telefonnal. Folyamatban van a szennyvízcsatorna rendszer kiépítése, míg a szilárd kommunális hulladék összegyűjtése a hagyományos módon történik. Helyben sem óvoda, sem iskola nincs, ezért a gyerekeket Beledre és Rábakecölre kell vinni. Hetenként kedden van háziorvosi rendelés és szombatonként egy orvos-vállalkozó is rendel. Helyben működik egy házi gondozói hálózat. Az állatorvos ellátást a Rábakecöli körzet biztosítja. A művelődést, kikapcsolódást a kultúrterem, könyvtár és egy sportpálya szolgálja. A lakosság ellátásáról egy élelmiszerbolt és italbolt, valamint egy minidiszkont gondoskodik.
A helyi megélhetési lehetőséget és a jövedelem kiegészítést a mezőgazdaság jelenti. A legnagyobb gazdálkodó jelenleg a Rábakecöli Termelőszövetkezet és mellette 5 egyéni gazdálkodó működik. Az önkormányzat szűkös pénzügyi keretek között gazdálkodik, amelyet elsősorban a fenntartásra fordítanak.  A jövő fontos feladata a vállalkozások számának gyarapítása, támogatása, a falusi turizmusban rejlő lehetőségek kiaknázása és mindezek segítségével a népesség fogyásának megállítása. A közeljövő beruházása a szennyvízcsatorna befejezése, valamint az infrastrukturális beruházások miatt megrongálódott utak helyreállítása. Edve tagja a Kisrába-menti Önkormányzatok Térségfejlesztési Társulásának és a Kapuvár-Fertőd és Környéke Turisztikai Egyesületnek.

## Közélete

### Polgármesterei
- 1990–1994: Gacs Ferenc (független)[3]
- 1994–1998: Gacs Ferenc (független)[4]
- 1998–2001: Gacs Ferenc (független)[5]
- 2002–2002:
- 2002–2006: Imre László Csaba (független)[6]
- 2006–2010: Imre László Csaba (független)[7]
- 2010–2014: Imre László Csaba (független)[8]
- 2014–2019: Imre László Csaba (független)[9]
- 2019–2024: Imre László Csaba (független)[10]
- 2024– : Nagy Gábor (független)[1]

A településen 2002. február 10-re időközi polgármester-választást írtak ki, egyelőre tisztázást igénylő okból, az azonban jelölt hiányában elmaradt.

## Népesség
A település népességének változása:
| Lakosok száma | 119  | 115  | 116  | 104  | 109  | 106  | 102  |
|               | 2013 | 2014 | 2015 | 2021 | 2022 | 2023 | 2024 |

A 2011-es népszámlálás során a lakosok 94,7%-a magyarnak, 0,9% lengyelnek, 7,9% németnek mondta magát (1,8% nem nyilatkozott; a kettős identitások miatt a végösszeg nagyobb lehet 100%-nál). A vallási megoszlás a következő volt: római katolikus 68,4%, református 0,9%, evangélikus 13,2%, görögkatolikus 1,8%, felekezeten kívüli 1,8% (13,2% nem nyilatkozott).
2022-ben a lakosság 98,2%-a vallotta magát magyarnak, 5,5% németnek, 0,9% románnak, 2,8% egyéb, nem hazai nemzetiségűnek (a kettős identitások miatt a végösszeg nagyobb lehet 100%-nál). Vallásuk szerint 53,2% volt római katolikus, 12,8% evangélikus, 1,8% református, 6,4% felekezeten kívüli (25,7% nem válaszolt).

## Neves személyek
- Itt született Gacs János (1897–1956) római katolikus pap, pápai kamarás, cserkész főtiszt, országgyűlési képviselő (1939–1944)
- Itt született Gacs Emilián Béla (1912–1988) bencés rendi tanár.

## Látnivalók
- Evangélikus templom
- Római katolikus templom

A faluba látogatóknak érdemes megtekinteni a katolikus templomot és benne a Szent Flórián oltárképet, ami az 1886-os tűzvész után készült. Az evangélikus templom falán a falu szülöttjének, Edvy Illés Gergely református prédikátornak emléktáblája látható, aki 1675-ben a protestánsüldözés áldozata lett. A két templomban helyezték el a világháború áldozatainak emléktábláját.